# 斯旺西暨布雷肯教區
聖公會斯旺西暨布雷肯教區（英語：Diocese of Swansea and Brecon）是聖公會威爾斯教會的一個教區。轄區位於威爾斯中南部。下分兩個會吏長區。
教區成立於1923年，座堂是布雷肯座堂。現任主教為約翰．戴維斯。2017年起他也是威爾斯大主教。